# Htin Aung
Htin Aung (birmanês:  ထင်အောင်; também Maung Htin Aung; Rangoon, 18 de maio de 1909 – Rangoon, 10 de maio de 1978) foi um importante autor e erudito de História e Cultura de Myanmar. Educado nas universidades de Oxford e Cambridge, Htin Aung escreveu vários livros sobre história e cultura birmanesa em birmanês e inglês. Seus trabalhos em inglês trouxeram uma perspectiva birmanesa para o estudo internacional da história da Birmânia, até então escrita por historiadores britânicos da era colonial. Suas obras importantes incluem: A History of Burma, Folk Elements in Burmese Buddhism, e Burmese Drama.
Htin Aung, como reitor da Universidade de Rangoon de 1946 a 1958, ocupou o mais alto cargo acadêmico do sistema de ensino birmanês, na época.

## Carreira
Dr. Htin Aung nasceu em uma família aristocrática da Birmânia em 1909. Era trineto de Maha Minhla Mindin Raza, um oficial militar na corte Konbaung, que lutou na Primeira Guerra Anglo-Birmanesa. Era o caçula de quatro irmãos, incluindo Tut Tin, Myint Thein e Kyaw Myint.
Htin Aung foi educado na escola da elite de Yangon, a St. Paul's English High School. Recebeu o título de Bachelor of Laws da Universidade de Cambridge, de Bacharel em Direito Civil da Universidade de Oxford, e doutorado em Antropologia e Literatura. O Dr. Htin Aung foi o reitor da Universidade de Rangoon University (atual Universidade de Yangon) de 1946 a 1958 e vice-chanceler, em 1959. Foi nomeado embaixador para o Sri Lanka de 1959 a 1962. Mais tarde, tornou-se professor visitante da Universidade de Colúmbia e, em seguida, da Universidade de Wake Forest.

## Obras publicadas
Htin Aung é autor de vários livros importantes sobre Myanmar, sob o pseudônimo de Maung Htin Aung. Seus livros são amplamente utilizados no estudo da história documentada e da cultura de Myanmar.
1. Burmese Drama (Oxford University Press, 1937)
2. Burmese Folk-Tales (Oxford University Press, 1948)
3. Burmese Drama: A study, with translations, of Burmese plays (Oxford University Press, 1956)
4. Burmese Law Tales (Oxford University Press, 1962)
5. Folk Elements in Burmese Buddhism (Oxford University Press, 1962).
6. The Stricken Peacock: An Account of Anglo-Burmese Relations 1752-1948 (Martinus Nijhoff, 1965)
7. Burmese Monk's Tales (Columbia University Press, 1966)
8. Epistles Written on Eve of Anglo-Burmese War (Martinus Nijhoff, 1967)
9. A History of Burma (Columbia University Press, 1967)
10. Lord Randolph Churchill and the dancing peacock: British conquest of Burma 1885
11. Burmese history before 1287: A Defence of the Chronicles (1970).
12. Folk Tales of Burma (Sterling Publishers, 1976)